# Троно, Николо
Николо Троно (итал. Nicolò Tron или Trono; 1399 — 28 июля 1473) — 68-й венецианский дож.
Родился в семье Луки Троно и Лючии Тривизани. Фамилия Троно относилась к так называемым новым семьям Венеции, и вела свою летопись с 1158 года.
О молодости дожа известно мало, кроме того, что он проявил себя как незаурядный торговец с восточными странами и уже в достаточно молодом возрасте заработал значительный капитал в 60 000 дукатов, проведя на Родосе пятнадцать лет.
Был женат на Деа Морозини, представительнице знатной венецианской фамилии. Имел единственного наследника Джованни, который в 1471 году был пленён и зверски казнён турками при попытке вернуть Негропонте. Также был женат на графине Лауре Ногарола, сестре гуманистки Изотты Ногаролы.
В 1451 году избирался на должность подесты Бергамо и в 1461 году на должность капитана Падуи. 12 февраля 1467 года стал прокуратором Сан-Марко де Супра: это была пожизненная должность, уступавшая по престижу только дожу, которая, кроме того, с 1453 года давала право на постоянное место в Сенате.
Начал править республикой 25 ноября 1471 года в возрасте 72 лет (его конкурентами были гуманист Лодовико Фоскарини и будущие дожи Пьеро Мочениго и Андреа Вендрамин). Продолжил войну с турками, начатую в 1463 году своим предшественником Кристофоро Моро. Чтобы ослабить турок, в 1473 году отправил посольство в небольшое мусульманское государство Караман, расположенное на территории Ирана, к хану Узун Гассану. Однако выгоды это не принесло, войска караманогулларов и Ак-Коюнлу были разгромлены турками в битве при Отлукбели.
Похоронен в церкви Санта-Мария-Глорьоза-дей-Фрари.

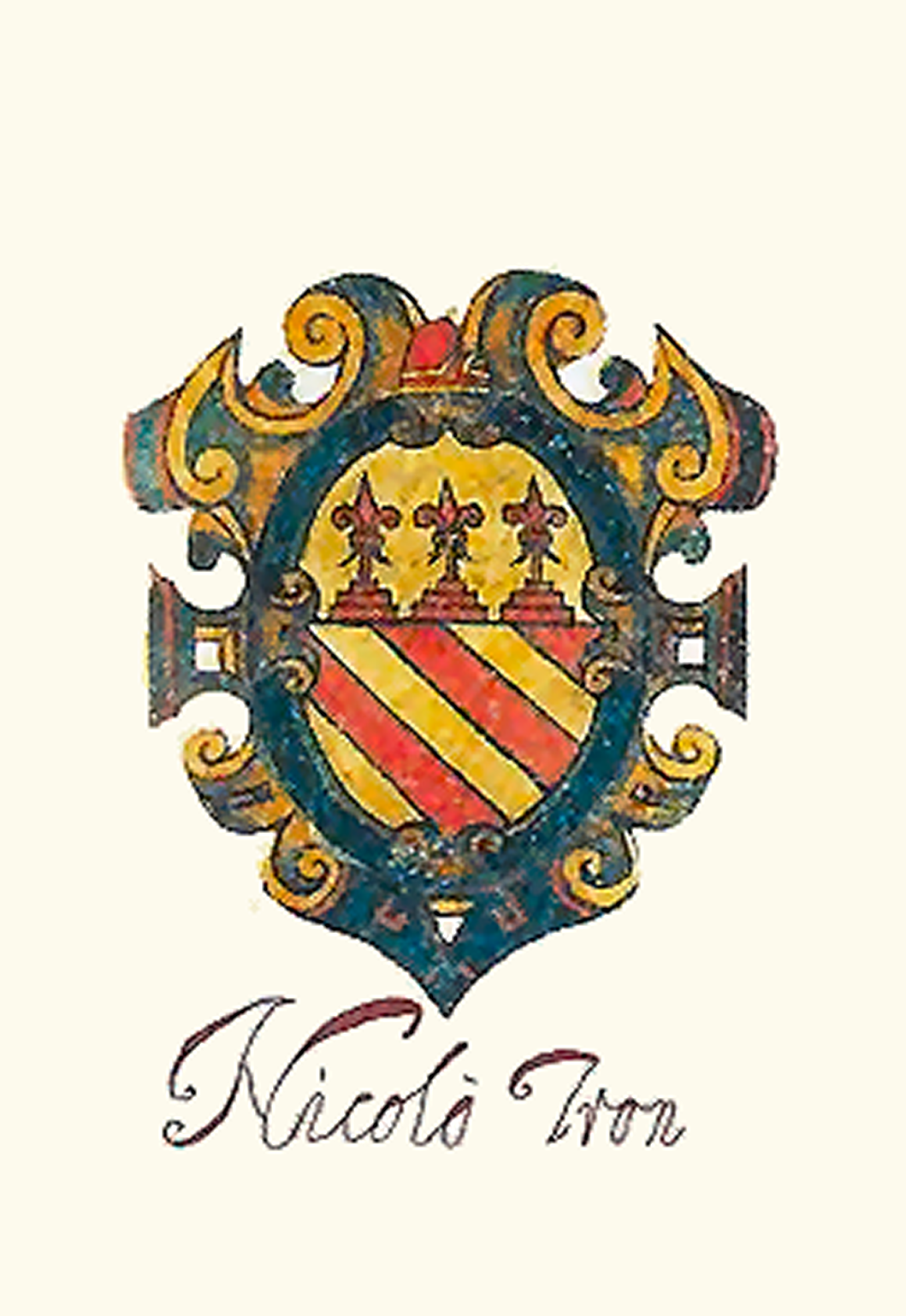
Герб дожа Николо Троно
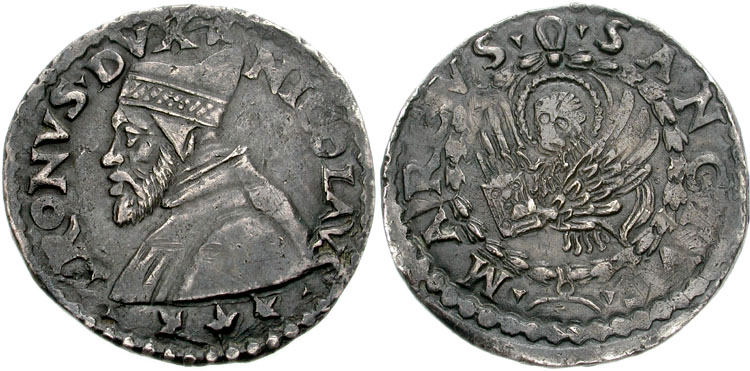
Лира «Троно», 1472 год
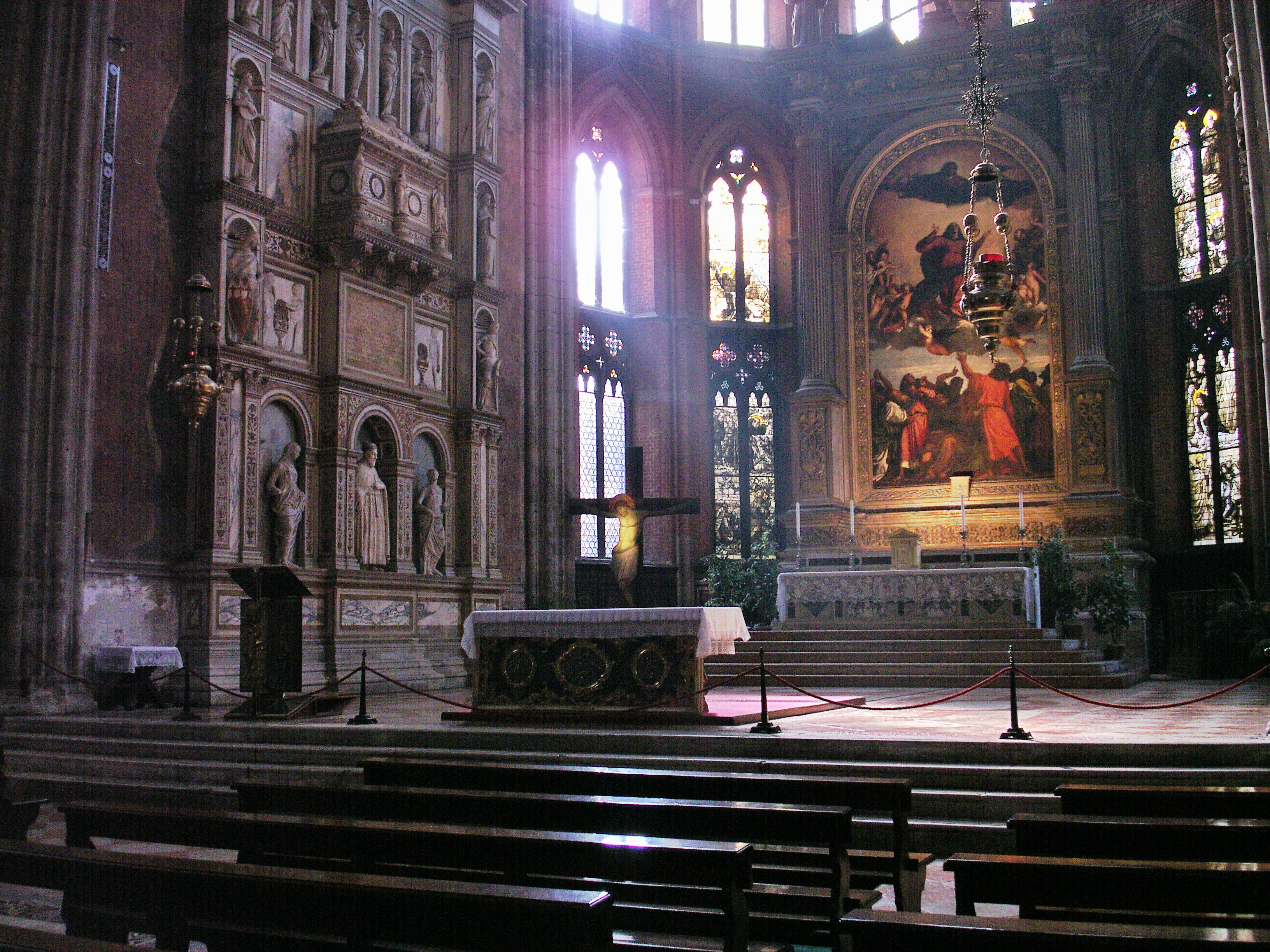
Гробница Николо Троно